# Rollkur (Pferdesport)

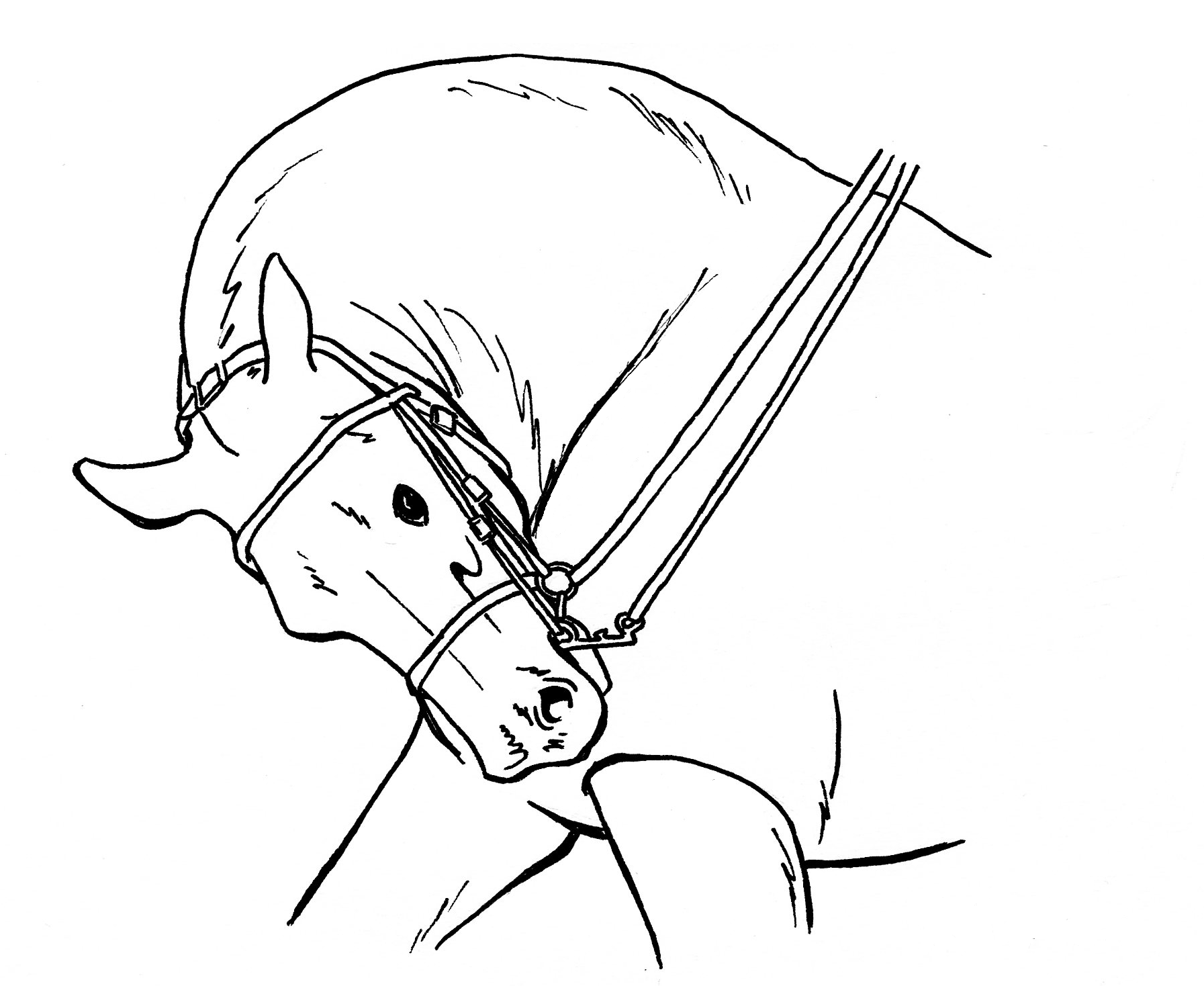
Skizze Rollkur: tief, eng und zusätzlich seitwärts gezogener Kopf

Mit dem Begriff Rollkur (auch Hyperflexion) wird beim Dressurreiten, Springreiten oder Westernreiten eine Trainingsmethode bezeichnet, die durch ein gewolltes Herabziehen des Pferdekopfes mit Hilfe der Zügel in Richtung Brust gekennzeichnet ist. Das Pferd „beißt“ sich in die Brust. Vertreter des klassischen Reitsports lehnen die Methode ab.  Es wird außerdem diskutiert, ob sich die Rollkur schädigend auf das Pferd auswirkt.

## Geschichte

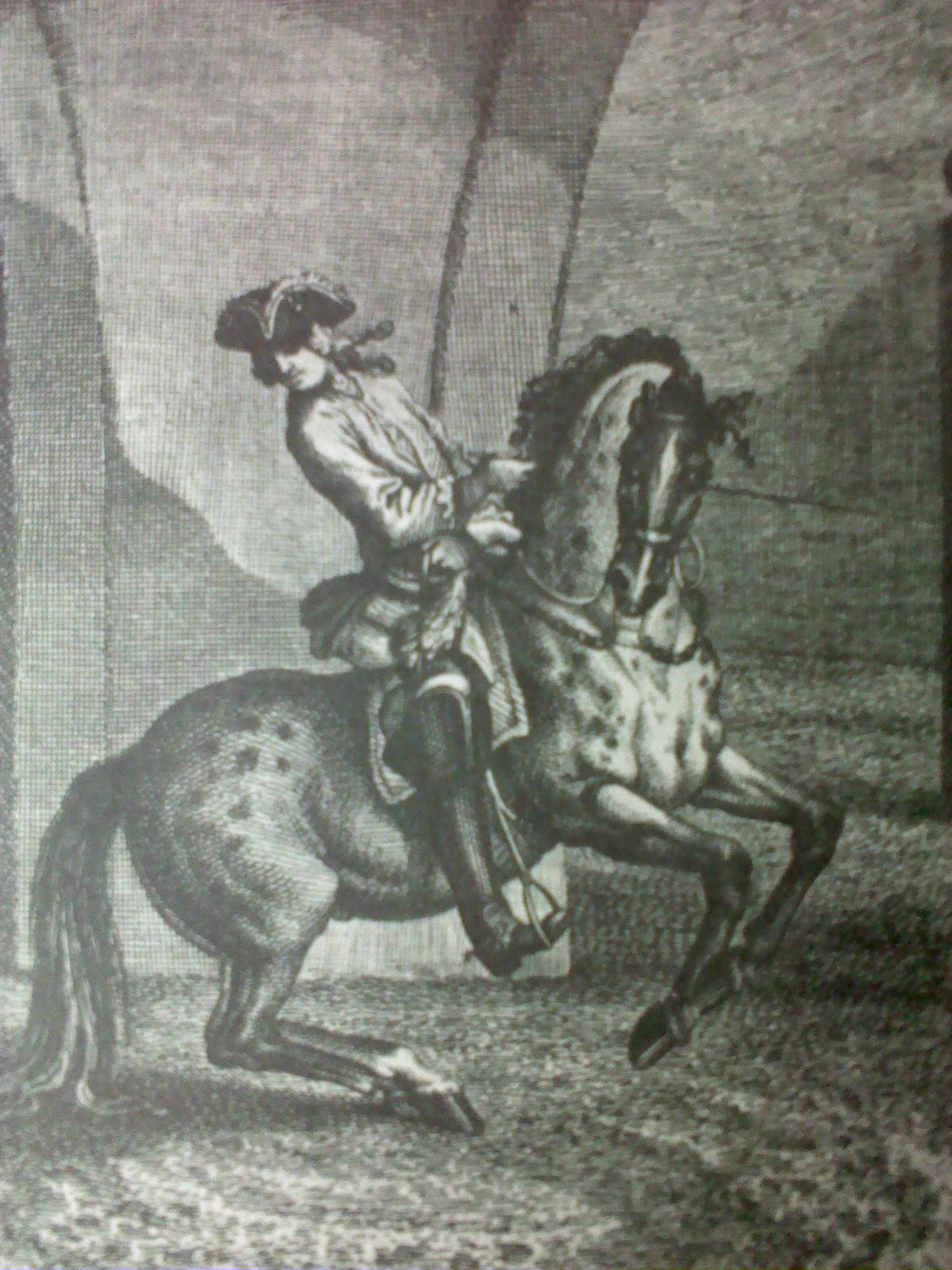
Stich von Ridinger, tief eingestelltes Pferd mit falschem Knick zeigt schwere Dressurlektion, vor 1780

Eine starke Biegung und Dehnung des Halses ist im Dressurreiten nichts Neues. Bereits im 19. Jahrhundert beschrieb der französische Reiter François Baucher eine Methode, wonach der Hals des Pferdes stark gedehnt wird. Doch während Baucher eine kurzzeitige, starke Dehnung des Halses zur Seite benutzte, um so die Beweglichkeit des Pferdes für Seitengänge und Wendungen zu fördern, lehnte er die Flexion nach unten ab. Seine Methode wird bis heute von der Reitschule Cadre Noir angewendet.
Der Begriff Rollkur wurde erstmals 1992 in einem Artikel der Zeitschrift St. Georg verwendet. Hier beschrieb der Verhaltensforscher und ehemalige Chefredakteur der Zeitschrift Heinz Meyer den Umgang international erfolgreicher Reiter mit ihren Pferden auf dem Abreiteplatz. Er kritisierte die Untätigkeit der Turnierrichter und der FEI. Der Artikel blieb noch weitgehend unbeachtet.
Ein Text der St. Georg-Chefredakteurin Gabriele Pochhammer aus dem Jahr 2005, in dem sie das Thema nochmals aufgriff und niederländische Reiter scharf kritisierte, erregte umso größere internationale Beachtung, auch deshalb, weil eine deutsche Journalistin unmittelbar vor den Europameisterschaften die schärfsten Wettbewerber direkt angriff. Der Artikel löste nicht nur in der Pferdewelt ein großes Echo aus. Durch den Artikel von Gabriele Pochhammer fand der Begriff Rollkur Eingang in das internationale Fachvokabular.
Im Januar 2006 führte die Internationale Reitervereinigung FEI eine Expertenanhörung durch. Dort kam man zu dem vorläufigen Schluss, dass es keine wissenschaftlichen Hinweise dafür gebe, dass die Methode bei Verwendung durch geschulte Trainer schädlich sei. Weil das deutsche Wort „Rollkur“ nicht willkommen war, entstand während der Anhörung der neue Begriff Hyperflexion of the neck („Überdehnung des Halses“).
In einer Sitzung der FEI am 9. Februar 2010 mit Befürwortern und Gegnern der Rollkur wurde der Begriff „Low, Deep and Round“ (LDR) eingeführt, der auf den niederländischen Nationaltrainer Sjef Janssen zurückgeht. Damit soll zwischen einer kurzzeitigen Hyperflexion ohne Kraftaufwand oder Aggression des Reiters (LDR) und Halspositionen, die durch „aggressive Kraft“ entstehen (Rollkur), unterschieden werden.

## Positionenstreit
Befürworter der Rollkur verstehen unter kurzzeitiger Flexion 20–30 Minuten. Gegner der Rollkur verstehen unter kurzzeitiger Flexion 20–30 Sekunden.
Aus dieser unterschiedlichen Sichtweise folgt eine unterschiedliche Begriffsverwendung. Gegner der Rollkur bezeichnen auch das gemäß FEI erlaubte "LDR", das eine bis zu 10 Minuten andauernde Hyperflexion erlaubt, als Rollkur.
Der Contra-Abschnitt enthält somit sowohl Kritik an LDR als auch an der Rollkur. Der Pro-Abschnitt enthält Stimmen, die LDR oder ein zeitlich verlängerertes LDR befürworten. Die Rollkur mit aggressiver Reitweise befürwortet offiziell niemand.

### Pro
- Die Befürworter der Rollkur sehen darin eine moderne Weiterentwicklung des klassischen Dressurreitens. Manche internationalen Beobachter sehen in der Kritik einen Abwehrreflex der traditionsverhafteten und lange Jahre erfolgsverwöhnten deutschen Reitschule gegenüber erfolgreichen Innovationen aus dem Ausland.
- Zwei niederländische Studien aus dem Jahr 2006 sehen keine schädlichen Effekte bei Pferden nach der Anwendung der Rollkur.[14] In seiner Studie vergleicht der Wissenschaftler Eric van Breda den Effekt auf Turnierpferde, die mit Rollkur trainiert wurden, und Freizeitpferde ohne entsprechende Gewöhnung an diese Haltung. Er kommt zu dem Ergebnis, dass die Rollkur keinen zusätzlichen Stress verursacht.[15] Die Studie von Oldruitenborgh-Oosterbaan et al. vergleicht Pferde in Rollkur mit Pferden in natürlicher Haltung. Sie kommt zu dem Ergebnis, dass die Herzfrequenz unter Anwendung der Rollkur nur leicht ansteigt, während andere messbare Werte keine Auffälligkeiten zeigen. Gleichzeitig verbessere sich die Beweglichkeit und die Pferde reagierten besser auf ihre Reiter.[16]

### Contra
- Seit Beginn der Diskussion äußerten sich viele renommierte Persönlichkeiten aus dem Bereich des Pferdesports kritisch über die Anwendung der Rollkur und bezeichneten die Methode als Irrweg. Michael Düe, ein Tierarzt der Deutschen Reiterlichen Vereinigung (FN), sagt: „Hyperflexion ist die exzessive Beugung eines oder mehrerer Gelenke, die dazu geeignet ist, Verletzungen herbeizuführen“.[6][17][18] Der Bewegungsablauf des Tieres wird möglicherweise nachhaltig gestört. Weiterhin beeinträchtigt die Haltung die Atmung, die Durchblutung, die Halswirbelsäule und die Orientierung.[2][11][19] Die Ganaschen werden eingeengt, es können sich so genannte Genickbeulen bilden und Halsmuskeln können möglicherweise überdehnt werden.[20]

 Drastisch formuliert das Philippe Karl, der Vertreter von Légèrté (Leichtigkeit) beim Reiten:

„Eine Frau zu missbrauchen ist eine Straftat, ja?! - Also könnte man auch sagen, wenn man das weniger als zehn Minuten am Stück macht, ist es...“

- Zu den klassischen Grundsätzen des Dressurreitens zählen neben der Ausbildungsskala: das Genick als höchster Punkt des Pferdes, die Schubentwicklung aus der Hinterhand, die Bergauf-Orientierung des Pferdes und ein nicht einengender Zügel. Im Dressurreiten soll das Zusammenspiel zwischen Pferd und Mensch Harmonie und Leichtigkeit ausstrahlen. Diese Grundsätze sind nach Aussage von Paul Stecken nicht mit der Rollkur vereinbar. Zudem gehe auch die Losgelassenheit verloren.[1]

„Ein Pferd für kurze Zeit auch mal rundzustellen, also den Hals herunterzunehmen, um den Rücken zu heben, das kann als gymnastische Übung sinnvoll sein und ist nicht weiter schlimm. Darum beweisen die jetzt herumgereichten Fotos extrem tiefgestellter Pferde relativ wenig – das können ja Momentaufnahmen sein. Wenn ein Pferd aber, mit Hilfszügeln und scharfen Gebissen, sehr eng geritten und der Kopf über eine längere Phase gewaltsam tief, eng und teilweise zusätzlich seitwärts gezogen wird, dann entspricht das nicht der artgerechten Ausbildung des Pferdes. Es tut dem Tier garantiert weh.“

- Forschungen der Universität Guelph und der Universität Uppsala sprechen sich gegen die Rollkur aus.[24] In einer Studie von dänischen und niederländischen Forschern wurde 2012 gezeigt, dass bereits nach 10 Minuten Rollkur die Pferde unter vermehrtem Stress stehen.[25][26]
- Von Kritikern wird weiterhin bemängelt, dass der Reiter seine Zügelhilfen missbraucht, indem er den Kopf des Pferdes weit hinter die Senkrechte bringt. Bei fortgesetzter Anwendung könne die Rollkur zur erlernten Hilflosigkeit führen, das Pferd nimmt die Haltung dann auch mit wenig Einwirkung ein, selbst wenn der Reiter das nicht will.[27] Das Vorwärts-abwärts-reiten ist vor allem beim jungen Pferd unabdingbar für die Kräftigung des Rückens und der Halsmuskulatur sowie die Entwicklung der Schubkraft der Hinterhand.[28]
- Übermäßiges Schweifschlagen, eine Nasenlinie deutlich hinter der Senkrechten sowie verspannte, spektakulär wirkende Tritte, passartiger Schritt und ein offenes Maul zeigen eine fehlerhafte Ausbildung und Verspannungen an.[1][9][29][30] Eine weitere Fehlentwicklung ist es, den Sperrriemen immer enger zu verschnallen, damit die Pferde das Maul nicht öffnen können, um dem Druck des Gebisses auszuweichen. Dazu ist das schwedische Reithalfter besonders gut geeignet.[31]

- Hofreitmeister Wolfgang Krischke von der Fürstlichen Hofreitschule Bückeburg bezeichnet Rollkur als genauso "gegen die Anatomie des Pferdes" wie ein künstliches Hochziehen vom Kopf des Pferdes.[32]

## Aktuelle Bewertung durch die FEI

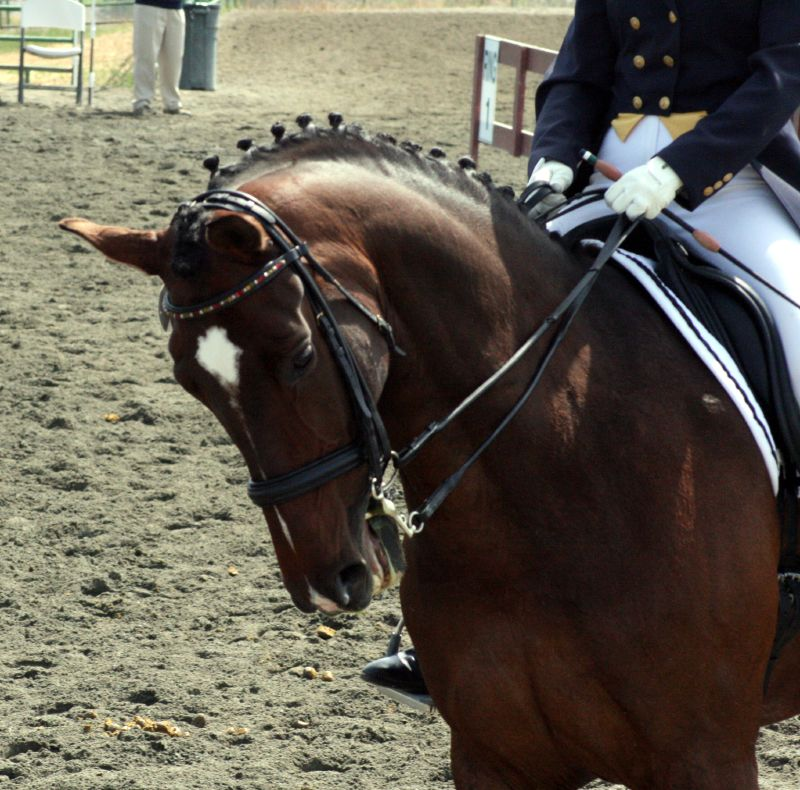
Zu tief eingestelltes Pferd mit „falschem Knick“, jedoch keine Rollkur

Erstmals mit einer offiziellen Kritik an der Rollkur äußerte sich die FEI im April 2008. Die Ausführung hierzu lautete:

“There are no known clinical side effects specifically arising from the use of hyperflexion, however there are serious concerns for a horse's well-being if the technique is not practiced correctly. The FEI condemns hyperflexion in any equestrian sport as an example of mental abuse. The FEI states that it does not support the practice.”

„Es können keine klinisch nachweisbaren Nebeneffekte mit der Hyperflexion in Verbindung gebracht werden, es bestehen aber ernsthafte Bedenken betreffs des Wohlbefindens des Pferdes, wenn diese Technik nicht korrekt angewendet wird. Die FEI verurteilt Hyperflexion in jeder reitsportlichen Disziplin als ein Beispiel von mentalem Missbrauch. Die FEI betont, dass sie diese Trainingsmethode nicht unterstützt.“

In der FEI Sitzung im Februar 2010 wurde die Rollkur sportrechtlich bewertet. Bereits im Voraus war das Interesse aus dem Bereich des Pferdesports groß. So konnte der deutsche Tierarzt Dr. Gerd Heuschmann im Rahmen der Sitzung eine Petition gegen die Rollkur mit über 40.000 Unterschriften an die FEI-Präsidentin Prinzessin Haya v. Jordanien übergeben. Im Voraus bezogen außerdem die Deutsche Reiterliche Vereinigung und eine Reihe bekannter Personen aus dem Reitsport unter Federführung von Xenophon-Gründer Klaus Balkenhol gegen eine mögliche Legitimation der Rollkur Stellung.
Die FEI legte fest, dass jede Kopf- und Halsposition, die durch „aggressive Kraft“ entsteht, nicht akzeptabel sei und sanktioniert werden müsse. Im Rahmen dieser Sitzung wurde auch die neue Unterscheidung zwischen der Hyperflexion (bzw. Rollkur) und „Low, Deep and Round“ (LDR) geprägt. Im Gegensatz zur Hyperflexion erfolge LDR ohne Aggressivität und sei somit akzeptabel. Es wurde eine Arbeitsgruppe unter der Leitung von Frank Kemperman, dem Vorsitzenden des Dressurkomitees, eingerichtet, um Hyperflexion und LDR genau voneinander abzugrenzen und Verfahrensrichtlinien für Turnierstewards bei Verdacht auf Rollkur zu entwickeln.
Gemäß FEI-Reglement ist nun die Anwendung von LDR bis zu 10 Minuten lang auf dem Abreiteplatz offiziell gestattet. Die Rollkur ist dagegen bei internationalen Wettbewerben auf dem Abreiteplatz verboten.